# Atlético Progresso Clube
O Atlético Progresso Clube é um clube de futebol brasileiro sediado em Mucajaí, no estado de Roraima. Foi fundado em 21 de julho de 1959. 
Até a criação e filiação do Real de São Luis do Anauá, era o único clube profissional situado fora da capital, Boa Vista. É também um dos mais antigos do estado, antes mesmo de Roraima passar a ser Unidade da Federação, em 1962.

## História

### Fundação e era amadora (1959–1994)

Escudo utilizado na época.

O Progresso foi fundado em 21 de julho de 1959, pelo senhor Hildebrando Falcão, e iniciou sua trajetória na década de 1960 disputando o Campeonato Rio-branquense (atualmente chamado de Campeonato Roraimense). Seu objetivo, como os dos demais fundadores, era manter Mucajaí "na briga contra os grandes do futebol local". O nome da equipe foi inspirado no "Ordem e Progresso" escrito na bandeira do Brasil, junto das cores verde e amarela, também presentes na bandeira. O primeiro uniforme foi de listras verde e branca em vertical, o mais tradicional, apesar do grande peso no uniforme branco com listra verde em diagonal aderido a partir dos anos 1990. O primeiro escudo continha as iniciais "A. P. C.", o acrónimo do time, e nos anos 2000 foi substituído pelo atual, com as cores verde e amarela. O primeiro apelido foi o "Canarinho de Mucajaí", alusivo ao mascote do clube, o pássaro Canário.

### Era profissional (1995–)
Em 1995, participou da primeira edição profissional do campeonato estadual, porém, terminando na última colocação dentre três equipes. No mesmo ano, assim como o Atlético Roraima e Baré, obteve uma vaga na Série C do mesmo ano, pois a Confederação Brasileira de Futebol (CBF) habilitava qualquer clube profissional para a disputava daquela edição. O Progresso, junto dos outros clubes mencionados, foram colocados entre si no Grupo 21. Estreou em 31 de agosto contra o Baré, vencendo por 2–1. Depois, foi goleado pelo Atlético Roraima por 3–0, perdeu para o Baré por 1–0 e empatou com o Atlético Roraima por 2–2, respectivamente, e como consequência, foi eliminado na última colocação com 1 vitória e empate, e 2 derrotas.
Em 2008, fez história chegando até à decisão da competição. No primeiro turno, estreou com um empate com o Baré por 2–2. Depois, venceu o São Raimundo-RR por 1–0, e goleou o GAS por 6–0, avançando à final do turno na liderança com 7 pontos, na frente de Baré no saldo de gols. Na final, empatou com o Atlético Roraima por 2–2 e sagrou-se campeão ao vencer nas penalidades por 5–4. No segundo turno não teve o mesmo sucesso, pois foi eliminado na 3.ª colocação com 1 vitória e 2 derrotas. Na decisão, enfrentou o Atlético Roraima, campeão do segundo turno, porém na primeira partida perdeu por 5–3, e no segundo empatou por 1–1, conquistando um inédito vice-campeonato. Nessa campanha revelou o centroavante Vanílson, que obteve destaque nacional ao ser campeão da Série C de 2015 pelo Vila Nova.
Com essa conquista, garantiu uma vaga na Série C do mesmo ano, sendo colocado no Grupo 2 que haviam como outros adversários o Remo, Cristal e Holanda-AM. Estreou em 6 de julho com uma derrota por 2–0 frente o Holanda-AM. Depois, foi goleado por 4–0 pelo Remo, venceu o Cristal por 2–1, perdeu para o Remo por 1–0, Cristal por 2–0, e Holanda-AM por 3–1, respectivamente, e como consequência, foi eliminado na última colocação com 1 vitória e 5 derrotas, terminando na 59.ª colocação geral dentre os 63 participantes.
Entre 2011-12, desistiu de participar do Campeonato Roraimense devido à problemas financeiros, e em 2013 desistiu por falta de atletas, porque o empresário responsável por eles assinaram-os com o Atlético Roraima. Retornou em 2018, após 7 anos longe das competições profissionais, contudo, não avançou de fase em nenhum turno. Sua participação foi polêmica devido à acusações de golpe de Alexandre Lindner, empresário do clube na época, sendo duramente criticado pelo presidente do clube, José Tarquino. Depois disso, licenciou-se novamente por problemas financeiros.
Retornou novamente em 2023, anunciando a contratação do ex-meio-campista Carlos Alberto Dias para comandar a equipe no Campeonato Roraimense do mesmo ano, porém, ele alegou problemas pessoais e deixou o clube, sendo substituído por Alison Menezes.